# ルテオリン
ルテオリン(Luteolin)は、フラボンの1つである。他のフラボノイドと同様に、黄色の結晶状になる。

## 天然の存在
ルテオリンは、シクンシ科のミロバランで見られる。葉に多いが、外皮や樹皮、シャジクソウ属の花、ブタクサ属の花粉でも見られる。また、サルビア・トメントーサの花からも単離されている。
セロリ、ブロッコリー、ピーマン、パセリ、タイム、タンポポ、シソ、カモミール、ニンジン、オリーブオイル、ペパーミント、ローズマリー、ネーブルオレンジ、オレガノ、ヤーバサンタ等の食用植物にも含まれている。またヤシの仲間のAiphanes horridaの種子でも見られる。

## 薬理作用
予備的な実験結果により、ルテオリンは、抗酸化物質活性、炭化水素代謝の促進、免疫系の調整、2型糖尿病の治療等の作用を持つ可能性が示されており、他にも多くの臨床応用について研究中である。これらの研究の臨床的価値は、詳細なin vivo、毒性、臨床研究が行われるまで不明である。
マウスを用いた特殊な条件下の基礎研究では、ルテオリンを傷口に塗布することで傷跡から黒毛再生することが報告されている。

## 副作用
ある動物実験では、吐き気、嘔吐、胃酸の過分泌等の消化器系の副作用が生じることがあることが示されている。また、子宮体癌細胞を用いた研究では、プロゲステロンの内分泌を阻害する効果が示されている。

## 代謝酵素
ルテオリンの代謝に関わる酵素。
- フラボン 3'-O-メチル基転移酵素（英語版） (EC 2.1.1.42)
- フラボン 7-O-β-グルコース転移酵素（英語版） (EC 2.4.1.81)
- ルテオリン-7-O-ジグルクロニド 4'-O-グルクロン酸転移酵素（英語版） (EC 2.4.1.191)
- ルテオリン 7-O-グルクロン酸転移酵素（英語版） (EC 2.4.1.189)

## 配糖体
- イソオリエンチン（英語版） (6-Cグルコシド)
- オリエンチン (8-Cグルコシド)
- シナロシド（英語版） (7-グルコシド)、また、7-ジグルコシドは、たんぽぽコーヒーで見られる。
- ベロニカストロシド（英語版） (7-O-ネオヘスペリドシド)
- ルテオリン-7-O-グルクロニド（英語版）